# A.S. Handball Albatro Siracusa 2023-2024

## Stagione
L'Albatro Teamnetwork Siracusa nella stagione 2023-2024 disputa il suo dodicesimo campionato di massima divisione

## Mercato

### Sessione estiva
| Acquisti | Acquisti             | Acquisti       | Acquisti   | Acquisti |
| R.a      | Nome                 | da             | Modalità   |          |
| -------- | -------------------- | -------------- | ---------- | -------- |
| PT       | Pedro Hermones       | Bozen          | definitivo |          |
| TS       | Alex Németh          | Budai Farkasok | definitivo |          |
| TD       | Alain Eyembe         | Grand Poitiers | definitivo |          |
| AD       | Juan Pauloni         | Conversano     | definitivo |          |
| PV       | Gianpaolo Sciorsci   | Conversano     | definitivo |          |
| C        | Juan Ignacio Cantore | svincolato     | definitivo |          |
| TS       | Patricio Crotti      | Aguilas        | definitivo |          |

| Cessioni | Cessioni         | Cessioni   | Cessioni   | Cessioni |
| R.       | Nome             | a          | Modalità   |          |
| -------- | ---------------- | ---------- | ---------- | -------- |
| PV       | David Gligić     | Conversano | definitivo |          |
| PT       | Matjia Gligić    | Cologne    | definitivo |          |
| TD       | Jan Gorela       | Cologne    | definitivo |          |
| AD       | Leonardo Bianchi | Mascalucia | definitivo |          |
| AD       | Giuseppe Cuzzupè | Molteno    | definitivo |          |

## Rosa
| N° | Naz.                  | Ruolo | Sportivo             | Anno |  |  |
| -- | --------------------- | ----- | -------------------- | ---- |  |  |
| 12 | Italia (bandiera)     | P     | Gianmarco Fontana    | 2002 |  |  |
| 16 | Italia (bandiera)     | P     | Lorenzo Martelli     | 1998 |  |  |
| 39 | Brasile (bandiera)    | P     | Pedro Hermones       | 1993 |  |  |
| 2  | Argentina (bandiera)  | T     | Julián Souto Cueto   | 1993 |  |  |
| 3  | Camerun (bandiera)    | T     | Alain Eyebe          | 1995 |  |  |
| 5  | Italia (bandiera)     | PV    | Vito Claudio Marino  | 1994 |  |  |
| 6  | Italia (bandiera)     | PV    | Gianpaolo Sciorsci   | 2000 |  |  |
| 7  | Italia (bandiera)     | PV    | Michele Mantisi      | 1995 |  |  |
| 8  | Argentina (bandiera)  | T     | Juan Ignacio Zungri  | 1988 |  |  |
| 9  | Argentina (bandiera)  | T     | Juan Ignacio Cantore | 1989 |  |  |
| 10 | Italia (bandiera)     | A     | Juan Pauloni         | 2000 |  |  |
| 11 | Italia (bandiera)     | PV    | Andrea Calvo         | 1987 |  |  |
| 13 | Italia (bandiera)     | T     | Mattia Calvo         | 1990 |  |  |
| 15 | Italia (bandiera)     | A     | Gianluca Vinci       | 1999 |  |  |
| 18 | Italia (bandiera)     | A     | Francesco Burgio     | 2005 |  |  |
| 22 | Ungheria (bandiera)   | T     | Alex Németh          | 1998 |  |  |
| 23 | Argentina (bandiera)  | T     | Máximo Miguel Murga  | 1985 |  |  |
| 24 | Italia (bandiera)     | A     | Giuseppe Cuzzupè     | 2004 |  |  |
| 32 | Montenegro (bandiera) | T     | Marko Bobičić        | 1992 |  |  |
| 69 | Argentina (bandiera)  | T     | Patricio Crotti      | 2000 |  |  |
| 77 | Italia (bandiera)     | T     | Riccardo Ganz        | 2001 |  |  |